# Faymoreau-Puy-de-Serre
Ancienne commune de la Vendée, la commune de Faymoreau-Puy-de-Serre a existé de 1827 à 1883. Elle a été créée en 1827 par la fusion des communes de Faymoreau et de Puy-de-Serre. En 1883, elle a été supprimée et les deux communes constituantes ont été rétablies.